# Plastic Leaded Chip Carrier
Plastic Leaded Chip Carrier (PLCC) (nach JEDEC) oder Quad-Flat-J-Lead Chipcarrier (QFJ) ist eine 1976 eingeführte und 1984 standardisierte IC-Gehäuseform mit sogenannten J-Lead-Anschlüssen (J-förmig nach innen gebogenen SMD-Anschlüssen). Häufig wurde diese Bauform für Flash-Speicher gewählt, welche z. B. im PC das BIOS enthielten.

## Varianten
Üblicherweise sind QFJs quadratisch und haben auf allen vier Seiten gleich viele Anschlüsse, einige Typen haben jedoch eine rechteckige Grundfläche mit zwei längeren Seiten, die mehr Anschlüsse haben als die beiden kürzeren Seiten, da das Rastermaß – der Abstand zwischen den Anschlüssen – immer 1,27 mm (1⁄20 Zoll = 50 mil) beträgt. Die Anzahl der Anschlüsse ist aus der Zahl hinter der Bauformbezeichnung ersichtlich: QFJ52 (PLCC52). Folgende Gehäusevarianten sind üblich:
- QFJ20 (PLCC20) – (4 × 5 Pins)
- QFJ28 (PLCC28) – (4 × 7 Pins)
- QFJ32 (PLCC32) – (2 × 7 und 2 × 9 Pins)
- QFJ44 (PLCC44) – (4 × 11 Pins)
- QFJ52 (PLCC52) – (4 × 13 Pins)
- QFJ68 (PLCC68) – (4 × 17 Pins)
- QFJ84 (PLCC84) – (4 × 21 Pins)

Daneben existieren noch die Varianten PLCC2 und PLCC4 (auch als PLCC-2 bzw. PLCC-4 bezeichnet), welche ebenfalls quadratisch sind, jedoch nur auf zwei Seiten Anschlüsse besitzen. Diese Varianten werden vor allem für Surface-Mounted-Device-Leuchtdioden verwendet.

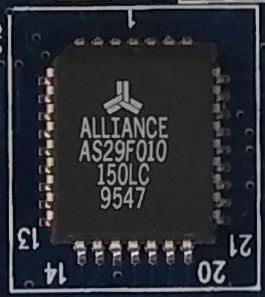
EEPROM von Alliance Semiconductor im QFJ32 (PLCC32) auf einer Voodoo Rush. Aufgedruckt auf der Platine sieht man die Zählweise (oben mittig die „1“).

Die Pin-Zählweise ist anders als bei moderneren QFP-Gehäusen. Sie beginnt nicht an einer Ecke, sondern mittig an einer Seite mit Pin 1. Es wird dann ebenfalls entgegen dem Uhrzeigersinn gezählt.

## Einsatzbereiche

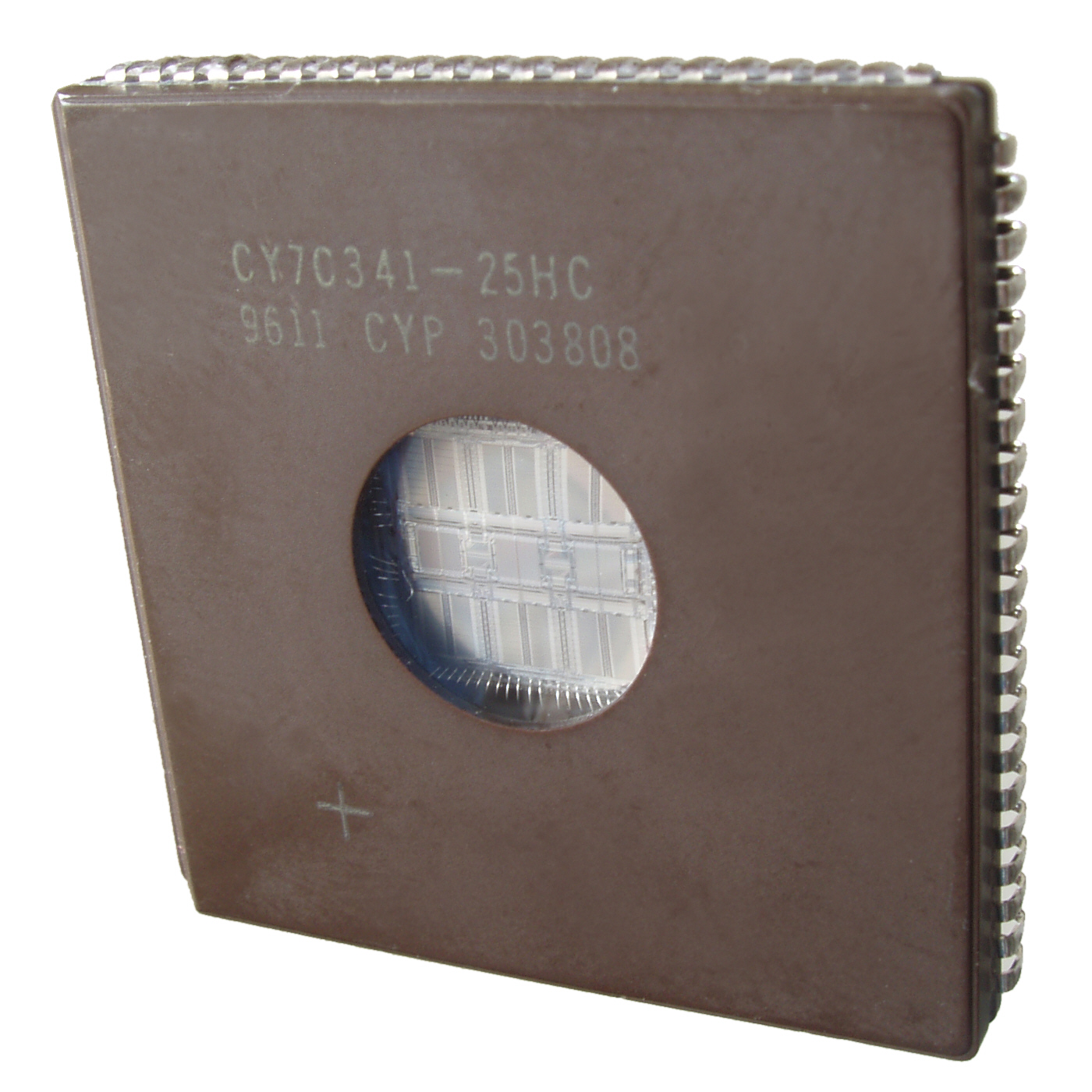
Ein EPLD von Cypress im QFJ84 (PLCC84)

Wie bei jeder IC-Gehäuseform sind viele verschiedene ICs in solchen Gehäusen verfügbar. Weil es für diese Bauform seit langem zuverlässige Fassungen gibt, beherbergt sie oft Schaltungen mit nicht flüchtigem Speicher. Solche sind unter anderem:
- Mikrocontroller[6]
- Flash-Speicher[7] z. B.: BIOS
- Interface-Bausteine[8]
- LC-Display Treiber[9]
- AD-Wandler/DA-Wandler[10]
- EPLD
- CPLDs[11]
- PICC
- Vor Einführung der PGA-Bauform auch für Mikroprozessoren und Chipsätze in Personal Computern

Aufgrund der hohen Bauform wird sie nicht in hochintegrierten Geräten verwendet.
Mittlerweile sind die Bauteile, sofern in dieser Bauform noch verfügbar, auch RoHS-konform.

## Vorteile
- Fassungen verfügbar.

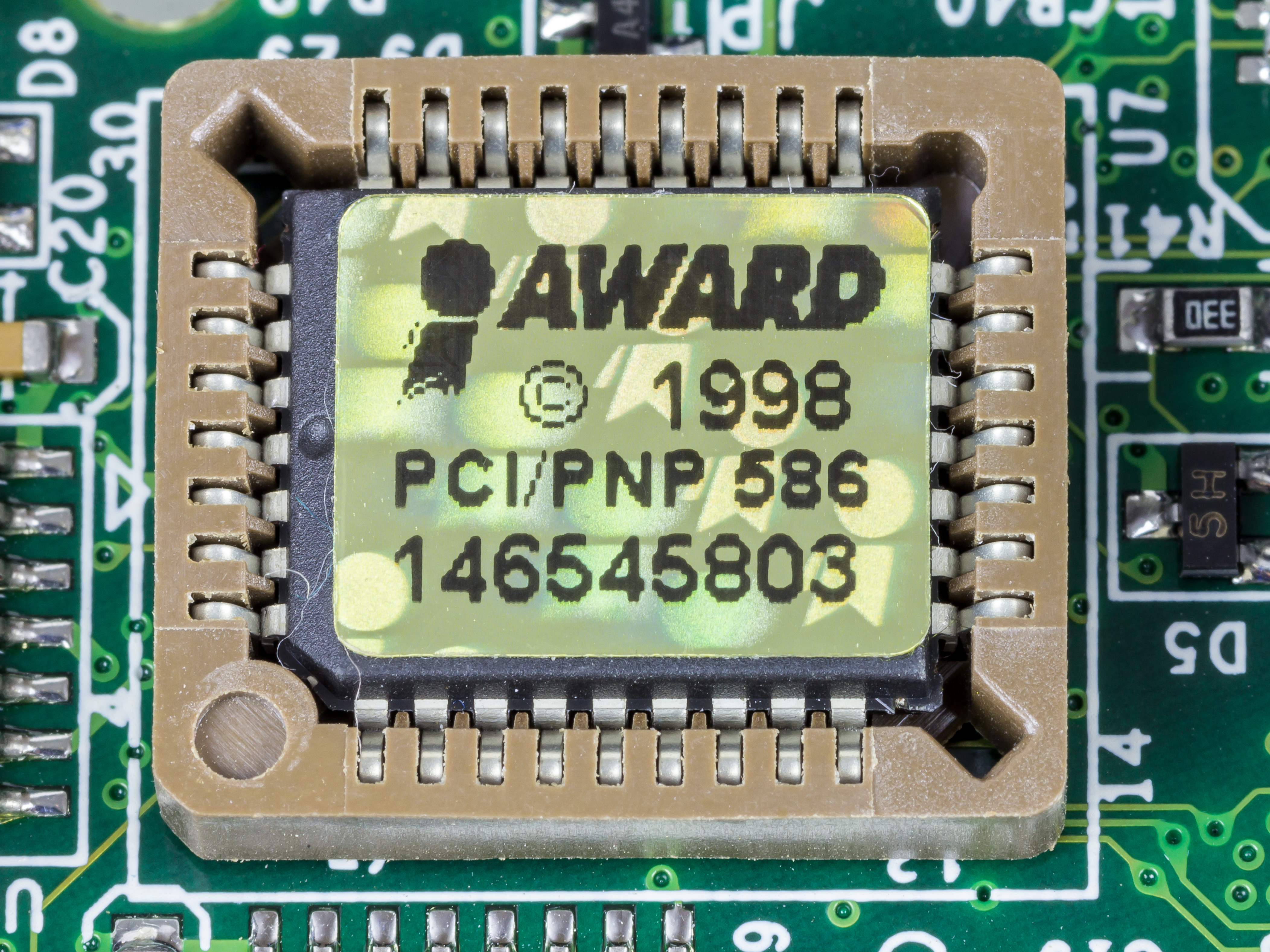
PLCC-Fassung mit einem Flash-Baustein für das BIOS

Ausziehen eines IC aus einer Fassung

- Bauteilorientierung aufgrund der hohen Bauform gut erkennbar.
- kaum Kurzschlussbildung beim Reflow-Löten.

## Nachteile
- Übermäßige Bauteilhöhe
- Lötstelle verbirgt sich unter dem Anschluss, daher schlecht zu inspizieren.
- QFJs können aufgrund von Schablonenspezifikationen nicht oder nur sehr schlecht zusammen mit Bauteilen in moderneren Chipgehäusen wie TQFP, TSSOP oder kleiner im selben Prozess (Schablonendruck/Reflow-Löten) verarbeitet werden.
- Wellenlöten ist nur mit Einschränkungen möglich.
- Diese Gehäuseform wird nicht mehr so oft verwendet und ist entsprechend schwerer zu beschaffen.
- Die einseitige Kontaktierung über Federkontakte ist insbesondere bei mobilen Anwendungen ein ständiger Unsicherheitsfaktor

## Verpackung und Verarbeitung
In Stangen oder Gurten erhältlich. Wird mit Pick-and-Place bestückt oder (meist händisch) in eine zuvor aufgelötete Fassung eingepresst.